# Tour de Santa Catarina
O Tour de Santa Catarina (também chamado Volta Ciclística Internacional de Santa Catarina) é uma competição ciclística por etapas disputada anualmente em Santa Catarina, Brasil. A primeira edição foi disputada em 1987. A competição é famosa pela tradicional etapa de montanha com chegada no topo da Serra do Rio do Rastro, uma das subidas mais difíceis do Brasil com uma inclinação média de 10% em 7 kms de subida, presente em todas as edições da prova. A competição faz parte do UCI America Tour, tendo a categoria de 2.2.
Desde sua crição até a edição de 2003, a prova era chamada Volta de Santa Catarina. Por sugestão do governador da época, Luiz Henrique da Silveira, a prova passou a se chamar Tour de Santa Catarina. Em 1996, Daniel Rogelin tornou-se o primeiro catarinense a ser o campeão geral da prova, feito que ele repetiria em 1999. Entretanto, foi só em 2004 que uma equipe catarinense conseguiu colocar o vencedor geral da prova, o que ocorreu nesse ano com a vitória de Matías Médici correndo pela equipe Avaí FC - FME Florianópolis. Foi também a primeira vitória de um estrangeiro na classificação geral, e permanece como a única vitória geral de uma equipe catarinense.
A 21ª primeira edição da prova ocorreu de 15 a 25 de Novembro de 2007, sendo disputada em 11 etapas. A edição de 2008 foi adiada devido a enchentes no local em que a corrida ocorreria, e eventualmente a prova daquele ano foi cancelada. A prova voltou em 2009, mas em uma versão menor, com apenas 5 etapas totalizando 486 kms. Em 2010, novamente a prova ocorreu somente com 5 etapas, e, em 2011 e 2012, a prova foi cancelada. Em abril de 2013, a 24ª edição da prova foi realizada em 5 etapas, e a Federação Catarinense de Ciclismo, organizadora da prova, afirmou que planeja ampliar o número de etapas da 25ª edição da prova de 5 para 8.

## Vencedores
| Ano  | Vencedor                  | Distância total      |
| ---- | ------------------------- | -------------------- |
| 1987 | Cássio Freitas            | 653 km               |
| 1988 | Wanderley Magalhães       | 544 km               |
| 1989 | César Daneliczen          | 713 km               |
| 1990 | César Daneliczen          | 794 km               |
| 1991 | Wanderley Magalhães       | 747 km               |
| 1992 | Hernandes Quadri Júnior   | 1,085 km             |
| 1993 | Gabriel Sabbião           | 1,234 km             |
| 1994 | José Aparecido dos Santos | 1,250 km             |
| 1995 | Hernandes Quadri Júnior   | 1,000 km             |
| 1996 | Daniel Rogelin            | 1,130 km             |
| 1997 | Márcio May                | 891 km               |
| 1998 | Márcio May                | 892 km               |
| 1999 | Daniel Rogelin            | 826 km               |
| 2000 | Cássio Freitas            | 961.6 km             |
| 2001 | Cássio Freitas            | 944.4 km             |
| 2002 | Márcio May                | 821.2 km             |
| 2003 | Antônio Nascimento        | 751.8 km             |
| 2004 | Matías Médici             | 1,051 km             |
| 2005 | Márcio May                | 673 km               |
| 2006 | Pedro Nicácio             | 1,043 km             |
| 2007 | Alex Diniz                | 1,143 km             |
| 2008 | Não houve competição      | Não houve competição |
| 2009 | Douglas Moi Bueno         | 486 km               |
| 2010 | Stiber Ortiz              | 619 km               |
| 2011 | Não houve competição      | Não houve competição |
| 2012 | Não houve competição      | Não houve competição |
| 2013 | Otávio Bulgarelli         | 553 km               |
| 2014 | Não houve competição      | Não houve competição |
| 2015 | Não houve competição      | Não houve competição |
| 2016 | Ramiro Rincón             | 635.6 km             |